# Гурін Юрій Петрович
Юрій Петрович Гу́рін (нар. 25 липня 1953, Соснове) — український художник, реставратор і педагог; член Спілки радянських художників України з 1985 року.

## Біографія
Народився 25 липня 1953 року в селі Сосновому (нині селище Рівненського району Рівненської області, Україна). Закінчив у Києві Республіканську середню художню школу імені Тараса Шевченка; у 1978 році — Київський художній інститут, де навчався у Володимира Болдирєва, Валентини Виродової-Готьє, Віктора Задорожного.
Упродовж 1971—1989 років працював у видавництвах «Радянський письменник», «Політвидав України»; у 1979–89 роках — ілюстратором у видавництві «Веселці». Одночасно з 1978 року викладає у Республіканській середній художній школі імені Тараса Шевченка (нині ліцей), де протягом 1985—1988 років обіймав посаду заступника директора з навчальної роботи. Мешкає в Києві в будинку на Будищанській вулиці, № 5.

## Творчість
Працює у галузях книжкової графіки, станкового живопису (переважно в реалістичному стилі пише пейзажі, натюрморти, портрети, композиції на релігійні, історичні та різні етнографічні теми), займається реставрацією. Серед робіт:
ілюстрації до книжок
- «Максимко» Костянтина Станюковича (1983);
- «Хлопчики з бантиками» Валентина Пікуля (1984);

живопис
- «Кафе» (1996);
- «Вулиця. Схід» (1999);
- «Київ. Хрещатик» (2000);
- «Чумаки» (2005);
- «Полювання» (2005);

портрети
- «Академік Сергій Григор’єв» (1980);
- «Суддя П. Шевчук» (2003);

натюрморти
- «Мисливський» (1993);
- «Натюрморт із саквояжем» (1994);
- «Кафе» (1996);
- «Козацький» (1997);
- «Натюрморт із грішми» (1999, 2002);
- «Натюрморт із фруктами» (2001).

Роботи художника зберігаються у приватних колекціях в Україні, Росії, Польщі, Німеччині, Франції, Великій Британії, Хорватії, Румунії, Фінляндії, Сполучених Штатах Америки, Австралії, Ізраїлі, Південно-Африканській Республіці.